# Liste der Baudenkmäler in Barbing
Auf dieser Seite sind die Baudenkmäler in der Oberpfälzer Gemeinde Barbing zusammengestellt. Diese Tabelle ist eine Teilliste der Liste der Baudenkmäler in Bayern. Grundlage ist die Bayerische Denkmalliste, die auf Basis des Bayerischen Denkmalschutzgesetzes vom 1. Oktober 1973 erstmals erstellt wurde und seither durch das Bayerische Landesamt für Denkmalpflege geführt wird. Die folgenden Angaben ersetzen nicht die rechtsverbindliche Auskunft der Denkmalschutzbehörde.

## Baudenkmäler nach Ortsteilen

### Barbing
| Lage                                      | Objekt                             | Beschreibung | Akten-Nr.             | Bild           |
| ----------------------------------------- | ---------------------------------- | --- | --------------------- | -------------- |
| Kirchstraße 1, 1 a (Standort)             | Ehemaliges Schloss                 | jetzt Rathaus, dreigeschossiger Walmdachbau mit rustiziertem Portal, 2. Hälfte 18. Jahrhundert; Gartenumfriedung, Pfeiler mit profilierten Deckplatten und rustiziertes Tor mit Dreiecksgiebel, barock; Gartenpavillon, Zeltdachbau mit Eckrustika, barock; Ehemaliger Stall, jetzt Bibliothek, eingeschossiger und dreischiffiger Walmdachbau mit Aufzugsgaube, um 1850 | D-3-75-117-1 Wikidata | weitere Bilder |
| Kirchstraße 22; Kirchstraße 26 (Standort) | Katholische Pfarrkirche St. Martin | Chorturmkirche mit Vorzeichen, Turm gotisch, Langhaus 1733, Erweiterung 1935/36; Friedhofsmauer, Bruchstein, 17./18. Jahrhundert | D-3-75-117-2 Wikidata | weitere Bilder |

### Auburg
| Lage                    | Objekt                                       | Beschreibung | Akten-Nr.             | Bild                                 |
| ----------------------- | -------------------------------------------- | --- | --------------------- | ------------------------------------ |
| Burgstraße 1 (Standort) | Katholische Filialkirche St. Stephan         | Saalbau mit eingezogener Apsis, Dachreiter und Portal mit Nischenreihe, romanisch, 2. Hälfte 12. Jahrhundert, Veränderungen im 17. Jahrhundert, Dachreiter 1898; mit Ausstattung | D-3-75-117-3 Wikidata | Katholische Filialkirche St. Stephan |
| Burgstraße 9 (Standort) | Burgstall                                    | Ehemalige Burgkapelle St. Oswald, Saalbau mit abgewalmtem Satteldach, Mischmauerwerk, um 1715 (dendrochronologisch datiert), über mittelalterlichem Vorgängerbau, an der Nord- und Ostseite Teile des ehem. Burgberings in der Außenmauer integriert; Reste des Bergfrieds der ehem. Auburg, Bruchstein, mittelalterlich; innerhalb des Areals der abgegangenen Wasserburg Auburg gelegen | D-3-75-117-4 Wikidata | weitere Bilder                       |
| Burgstraße 9 ()         | Wappenstein des Bischofs Wolfgang von Hausen | Sandstein, bezeichnet mit „1603“; am südlichen Giebel des ehemaligen Wohnstallhauses angebracht | D-3-75-117-5          |                                      |

### Eltheim
| Lage                         | Objekt                                  | Beschreibung | Akten-Nr.              | Bild                                    |
| ---------------------------- | --------------------------------------- | --- | ---------------------- | --------------------------------------- |
| Kapellenstraße 9 (Standort)  | Katholische Filialkirche St. Laurentius | Saalbau mit eingezogenem Chor und Chordachreiter mit Zwiebelhaube und Pilastergliederung, 1725; mit Ausstattung | D-3-75-117-7 Wikidata  | Katholische Filialkirche St. Laurentius |
| Kapellenstraße 47 (Standort) | Wegkapelle, sogenannte Lindenkapelle    | traufständiger und abgewalmter Satteldachbau mit offener Vorhalle, neugotisch, bezeichnet 1855                  | D-3-75-117-15 Wikidata | weitere Bilder                          |

### Friesheim
| Lage                      | Objekt                             | Beschreibung | Akten-Nr.              | Bild                               |
| ------------------------- | ---------------------------------- | --- | ---------------------- | ---------------------------------- |
| Hauptstraße 23 (Standort) | Katholische Filialkirche St. Maria | Saalbau mit eingezogenem Chor und Flankenturm mit Zwiebelhaube, spätgotisch, im 18. Jahrhundert verändert; mit Ausstattung | D-3-75-117-8 Wikidata  | Katholische Filialkirche St. Maria |
| Hauptstraße 40 (Standort) | Wohnstallhaus mit Stadel           | eingeschossiger Satteldachbau mit Putzänderung, hauptsächlich 19. Jahrhundert                                              | D-3-75-117-14 Wikidata | Wohnstallhaus mit Stadel           |

### Illkofen
| Lage                    | Objekt                             | Beschreibung | Akten-Nr.             | Bild           |
| ----------------------- | ---------------------------------- | --- | --------------------- | -------------- |
| Uferstraße 1 (Standort) | Katholische Pfarrkirche St. Martin | Saalbau mit eingezogenem Chor und Ostturm, romanisch, Langhaus und Turmerhöhung Ende 17. Jahrhunderts, Umbauten erste Hälfte 18. Jahrhundert, 1933 Erweiterung; mit Ausstattung; Friedhofsmauer, 17./18. Jahrhundert; Reliefstein mit thronender Maria, Kalkstein, bezeichnet 1721 | D-3-75-117-9 Wikidata | weitere Bilder |

### Sarching
| Lage                          | Objekt                                    | Beschreibung | Akten-Nr.              | Bild           |
| ----------------------------- | ----------------------------------------- | --- | ---------------------- | -------------- |
| Kirchplatz 1 (Standort)       | Katholische Pfarrkirche Mariä Himmelfahrt | Saalbau mit eingezogenem Chor, Flankenturm mit Zwiebelhaube, Vorzeichen, 1762 unter Verwendung älterer Teile, spätgotisch und 1628; Friedhofsmauer, 17./18. Jahrhundert | D-3-75-117-10 Wikidata | weitere Bilder |
| Obere Dorfstraße 2 (Standort) | Ehemaliges Schloss                        | zweigeschossiger und giebelständiger Satteldachbau mit Anbau, im Kern 16./17. Jahrhundert; Futtermauer des Schlossgrabens, Bruchstein, mittelalterlich                  | D-3-75-117-11 Wikidata | weitere Bilder |
| Obere Dorfstraße 7 (Standort) | Pfarrhaus                                 | zweigeschossiger und traufständiger Halbwalmdachbau, 1824, Umgestaltungen 1902 und 1931                                                                                 | D-3-75-117-12 Wikidata | Pfarrhaus      |